# Double live
Double live is een livealbum van Glass Hammer.Het album is een registratie van een concert dat de muziekgroep gaf in Gettysburg (Pennsylvania) op 3 mei 2015. Ze gaven het concert in het kader van de promotie van hun album The breaking of the world tijdens Rosfest, een festival gewijd aan progressieve rock.

## Musici
- Susie Bogdanowizc, Carl Groves – zang
- Kamran Alan Shikoh – gitaar
- Steve Babb – basgitaar
- Fred Schendel – toetsinstrumenten
- Aaron Raulston – slagwerk

## Muziek
| Nr. | Titel               | Duur  |
| --- | ------------------- | ----- |
| 1.  | Nothing, everything | 9:34  |
| 2.  | So close, so far    | 9:54  |
| 3.  | Mythopoeia          | 9:17  |
| 4.  | Thrid floor         | 10:46 |

| Nr. | Titel                   | Duur  |
| --- | ----------------------- | ----- |
| 1.  | The knight of the north | 26:12 |
| 2.  | If the stars            | 11:25 |
| 3.  | Time marches on         | 11:55 |

| Nr. | Titel          | Duur |
| --- | -------------- | ---- |
| 1.  | Gehele concert |      |